# Abdias do Nascimento
Abdias do Nascimento OMC (Franca, 14 de março de 1914 — Rio de Janeiro, 23 de maio de 2011) foi um ator, poeta, escritor, dramaturgo, artista plástico, professor universitário, político e ativista dos direitos civis e humanos das populações negras brasileiras.
Em 1936 mudou-se para a capital fluminense para cursar Economia, formando-se em 1938, na então chamada Universidade do Brasil. Em 1938, organizou e participou do Congresso Afro-Campineiro, em Campinas. Mantendo-se sempre em movimento, cursou Sociologia no Instituto Superior de Estudos Brasileiros (ISEB) em 1956, e recebeu o título de doutor honoris causa pela Universidade do Estado do Rio de Janeiro (UERJ) e Universidade Federal da Bahia (UFBA).
Considerado um dos maiores expoentes da cultura negra e dos direitos humanos no Brasil e no mundo, foi indicado ao Prêmio Nobel da Paz de 2010. Fundou entidades pioneiras como o Teatro Experimental do Negro (TEN), o Museu da Arte Negra (MAN) e o Instituto de Pesquisas e Estudos Afro-Brasileiros (IPEAFRO). Foi um idealizador do Memorial Zumbi e do Movimento Negro Unificado (MNU) e atuou em movimentos nacionais e internacionais como a Frente Negra Brasileira, a Negritude e o Pan-Africanismo. Quando jovem, foi membro da Ação Integralista Brasileira, onde atuou como jornalista, considerando o período fundamental para lhe "possibilitar conhecimentos sobre a cultura brasileira, arte, literatura e economia", tendo se desligado após o fechamento legal da AIB por se opor a "um segmento sistematicamente racista contra os negros" dentro do movimento. Atuou no antigo Partido Trabalhista Brasileiro (1945-65) e foi fundador do Partido Democrático Trabalhista em 1981, chegando a ser vice-presidente da legenda à qual foi filiado até sua morte.
Foi professor emérito na Universidade Estadual de Nova Iorque em Buffalo, onde, durante seu exílio do regime militar, lecionou por dez anos. Nascimento atuou como professor visitante na Escola de Artes Dramáticas da Universidade Yale. Convidado pelo Fórum das Humanidades da Universidade Wesleyan, também nos Estados Unidos, ele participou na condição de professor visitante, com alguns dos mais destacados intelectuais da época, do Seminário "A Humanidade em Revolta". Foi professor convidado do Departamento de Línguas e Literaturas Africanas da Universidade de Ifé, em Ifé, Nigéria. Voltando do exílio, foi deputado federal e senador da República, além de secretário do governo do Estado do Rio de Janeiro.

## Biografia

### Família
Filho de Georgina Ferreira do Nascimento (conhecida como Dona Josina), doceira e ama de leite, e de José Ferreira do Nascimento, sapateiro e violonista, Abdias do Nascimento era neto de mulheres escravizadas. A avó materna, Francelina, foi internada no famigerado asilo de Juquery e sofreu sérias consequências dos maus tratos lá recebidos. A avó paterna, Ismênia, nascida na África, foi estuprada por um português. Por isso o pai de Abdias "carregou, durante seus 95 anos de vida, a dor de ser um filho 'natural', isto é, de não ter sido reconhecido pelo pai".

### Movimento integralista
Abdias participou da Ação Integralista Brasileira, sobre a qual declarou:

As lutas nacionalistas e anti-imperialistas, a oposição ao capitalismo e à burguesia, foram os temas que me atraíram para as fileiras integralistas. Etapa importante da minha vida. No integralismo foi onde pela primeira vez comecei a entender a realidade social, econômica e política do país e as implicações internacionais que o envolviam. A juventude integralista estudava muito e com seriedade. Encontrei e conheci pessoas de primeira qualidade como um San Tiago Dantas, Gerardo Mello Mourão ou Roland Corbisier; assim como um Rômulo de Almeida, Lauro Escorel, Jaime de Azevedo Rodrigues (falecido), o bravo embaixador brasileiro num país europeu que se demitiu da carreira após o golpe militar de 1964; ou ainda D. Hélder Câmara, Ernâni da Silva Bruno, Antônio Galloti, M. Mazei Guimarães e muitos outros. Conheci bem de perto o chefe integralista Plínio Salgado de quem em certa época fui amigo. Dentro do integralismo eu me separava do movimento negro, mantendo assim duas atividades paralelas. Logo que percebi, concretamente, o racismo dentro do integralismo, me desliguei definitivamente desse movimento político.— NASCIMENTO, Abdias do. Entrevista. In CAVALCANTE, Pedro Celso Uchôa e RAMOS, Jovelino (orgs) Memórias do exílio. 1964/19??. De muitos caminhos, São Paulo, Livraria Livramento, 1978, Vol. 1, p. 30.
Comentando em sua autobiografia as declarações de Abdias sobre sua passagem pela AIB, o advogado e ex-deputado federal baiano Rubem Nogueira, que sobre Abdias afirmou que o "conheci de perto" durante a década de 30, sustentou que Abdias "se manteve fiel (ao Integralismo) até o fim da existência legal da AIB, motivo por que sofreu arbitrária detenção em começos de 1938". Realmente, em fevereiro de 1938, Abdias foi detido no âmbito do Processo n° 461 do Tribunal de Segurança Nacional, ao lado de outros seis integralistas, por distribuir boletins integralistas nos últimos dias de dezembro de 1937. Segundo apurou a polícia política, Abdias teria sido, ao lado de Rômulo Almeida, o principal autor de uma derrama de boletins em edifícios no Centro do Rio de Janeiro.
Dentro da AIB, trabalhou no gabinete de Plínio Salgado. Participou dos círculos de estudantes integralistas. Segundo Gerardo Melo Mourão, "Abdias se dedicou exclusivamente ao problema da raça negra, da redenção dos negros brasileiros, dizia que era a missão dele e era realmente uma coisa tão importante".
Anos mais tarde, no pós-guerra e em um contexto de disputas políticas na UNE, seu passado integralista foi usado como pretexto para deslegitimar sua atuação política. Em publicação de 1976, disse: "não tinha nada a declarar naquela espécie de autocrítica sob coação. Nada havia no meu passado para lamentar ou arrepender. (...) Passei por aquilo e larguei para trás. Mudei. (...) Sofri o racismo no meio integralista e denunciei o fascismo. Não iria agora me submeter a uma nova manobra de cunho nazi-fascista. Então eles (os donos da UNE) expulsaram a mim, ao Aguinaldo Camargo e ao Rodrigues Alves, sob a acusação de que éramos racistas!".
Ainda sobre a relação com a Ação Integralista Brasileira, o intelectual Luiz Carlos Amaral Gomes, pseudônimo de Ele Semog autor em parceria com (Abdias Nascimento) a obra denominada Abdias Nascimento: o griot e as muralhas onde relata-se que:

[...] o que me [Abdias Nascimento] levou ao integralismo foi sua posição anti-imperialista e antiburguesa. O que me interessava era a luta contra o imperialismo, contra a penetração americana. A possibilidade de estar num movimento com esse fim me empolgava e me tocava profundamente. O apelo do integralismo era bem mais amplo, principalmente quanto ao nacionalismo; havia uma preocupação marcante quanto à defesa da identidade nacional, do patrimônio cultural, das riquezas e reservas naturais. Semog e Nascimento (2006 p. 82)

Após o Estado Novo, a imprensa oficial do partido integralista que sucedeu a AIB, o Partido de Representação Popular, deu ampla divulgação às atividades de Abdias. Ele chegou mesmo a dar entrevistas para o jornal oficial do integralismo, A Marcha, na década de 1950, e foi através da editora GRD, do diretor de A Marcha, o integralista Gumercindo Rocha Dorea, que lançou seus primeiros livros na década de 1960. Segundo Gabriel Soares Predebon, isso demonstra uma continuidade das relações de Abdias com o movimento integralista. Um de seus principais aliados no TEN, Ironides Rodrigues, foi o responsável pela coluna de cinema de A Marcha entre 1954 e 1962.

### A luta antirracista durante a Ditadura Militar
Durante o período da Ditadura Militar a atuação de movimentos e ativistas negros gerou a desconfiança por parte dos militares que passaram a vigiar a ação dessas pessoas que estavam envolvidas nos debates de raça no país, entre elas, Abdias do Nascimento. Considerado umas das principais referências do movimento negro e de grande relevância para a cultura afro-brasileira, Abdias fez parte da Frente Negra Brasileira (FNB), foi fundador do Teatro Experimental do Negro, e foi pioneiro do Movimento Negro Unificado (MNU).
Abdias foi uma das lideranças mais perseguidas pelo governo ditatorial brasileiro, por isso se exilou nos Estados Unidos e na Nigéria durante 13 anos. E mesmo durante o exílio permaneceu constante na luta antirracista.
Um episódio marcante de sua jornada intelectual durante o exílio foi durante o II Festival Mundial de Artes e Culturas Negras (Festac), em Lagos, na Nigéria. No referido evento, realizado entre 15 de janeiro e 12 de fevereiro de 1977, foi organizado um Colóquio intelectual intitulado Civilização Negra e Educação que visava reunir os grandes nomes da intelectualidade africana e da diáspora negra. O evento contou com a colaboração do governo ditatorial brasileiro, que enviou representantes às reuniões preparatórias, aproveitando o estreitamento das relações Brasil-Nigéria, marcadas pelo aumento das exportações e pela circulação de recursos ligados ao petróleo e à infraestrutura do festival. Desde a organização até a escolha da delegação artística, o festival exigia a participação obrigatória de pessoas negras. No comitê organizador brasileiro e no colóquio foram enviados uma maioria de intelectuais brancos, sendo que das sete comunicações inscritas, apenas 2 foram assinadas por pessoas negras. Tal decisão foi diretamente confrontada e questionada por Abdias do Nascimento, já sendo reconhecido mundialmente pelas denuncias e enfrentamento do racismo no Brasil. Abdias solicitou diretamente ao secretariado do festival a inscrição de sua comunicação, mas foi negada.
A justificativa para tal negativa, segundo o coronel Ahmadu Ali, presidente do comitê de avaliadores e ministro da educação da Nigéria, foi de que o ensaio enviado por Abdias, intitulado "Democracia racial: mito ou realidade?" não era estritamente acadêmico e propagava crenças ideológicas. De forma evidente, a negação atendia a interesse do governo ditatorial brasileiro e também denuncia a perseguição política sofrida por Nascimento.
Mesmo tendo seu trabalho recusado, ele concluiu a redação do texto, enviou cartas aos organizadores, obteve credenciamento como observado, e teve participação ativa em todo o evento. Tanto que, com o apoio da delegação estadunidense, tomou a palavra para contestar algumas das teses apresentadas pelos membros da delegação brasileira e ainda, fez circular cópias do seu trabalho, o qual tinha sido impedido de apresentar. 
Abdias denuncia essa perseguição impingida pelo Itamaraty e pela ditatura militar no livro, "Sitiado em Lagos", publicado ainda em 1977, além de analisar as razões e as estratégias do governo para evitar sua participação neste festival.
Após o festival, em 1978, Abdias publicou o livro intitulado "Genocídio do Negro Brasileiro: processo de racismo mascarado" que tornou sua passagem por Lagos reconhecida no Brasil.

Com o endurecimento do da ditadura militar, Abdias exila-se por 13 anos no exterior. Na mesma época, o TEN é dissolvido e Abdias se afastou do teatro, conduzindo sua militância política por outros caminhos, tendo lecionado como professor universitário e dedicando-se à pintura e à pesquisa de visualidades relacionadas à cultura religiosa afro-brasileira.
Durante essa época, formou junto com Gerardo Melo Mourão, Godofredo Iommi, Efrain Bo, Raul Young e Napoleón López uma aliança poética chamada La Santa Hermandad de la Orquídea. Em 1940, "os orquídeas" iniciaram sua jornada pela Amazônia passando por todos os tipos de dificuldades físicas e econômicas, de acordo com o que foi registrado por Juan Raúl Young, em uma carta de 1978 endereçada a Abdias, na qual resgata suas memórias desta viagem:
Citação: Em nosso tempo livre, Godô (Godofredo Iommi) lia para nós A Divina Comédia, escrita em italiano antigo. Godô leu, traduziu e fez sua interpretação existencialista, que era a filosofia que nos formava na época, e com ela interpretamos (A Divina Comédia) como uma jornada ontológica, ou seja, como a construção do ser de Dante.
Segundo a historiadora e intelectual negra Maria Gerlane Santos de Jesus, Abdias era uma das principais influências na luta antirracista:
A figura do Abdias Nascimento é sem dúvida emblemática no século XX e seu envolvimento na luta antirracista (e não só) é louvável, pois não temos como falar do século XX e da luta antirracista sem lembrar do nome do Abdias Nascimento, que lutou por essa causa tanto como militante, quanto intelectual, como artista. Foi influência para muitos militantes negros que a partir da década de 1970 passaram a entrar nos meios acadêmicos e assim, ao invés de verem suas histórias escritas por intelectuais predominantemente brancos, começaram, assim como Abdias nascimento, escrever suas histórias, as histórias dos seus povos.— Maria Gerlane Santos de Jesus (2015), A representação do negro nas Revistas Veja e Isto é: Abdias Nascimento, o movimento negro e o centenário da abolição (1978-1988), Universidade do Estado de Santa Catarina, Wikidata Q106513141

### Vida política
Após a volta do exílio (1968-1978), Abdias se inseriu na vida política ao colaborar fortemente para a criação do MNU em 1978 e como um dos fundadores do PDT em 1980.
Candidato a deputado federal pelo Rio de Janeiro em 1982, alcançou a terceira suplência, exercendo o mandato ante a nomeação de parlamentares para o secretariado do governador Leonel Brizola. Foi a primeira vez que o Congresso Nacional teve um parlamentar engajado no combate ao racismo.
Em diferentes ocasiões, Abdias precisou ser assertivo na Câmara dos Deputados. Quando um colega afirmou que não existia racismo no Brasil, ele respondeu: “Quem sabe do racismo são aqueles que o sofrem, e não Vossa Excelência, que pertence à classe dos privilegiados”.
Em outro momento, um deputado disse que era exagero afirmar que os negros eram oprimidos, já que, para ele, a opressão recaía sobre os pobres como um todo, não importando a raça. Abdias interveio: “A nossa luta de negro não está desvinculada das reivindicações dos oprimidos deste país. Mas isso não quer dizer que não tenhamos os nossos problemas específicos. Nenhum outro pobre de qualquer outra raça foi escravo por 400 anos aqui no Brasil. Somente nós”.
Outro deputado citou os esportistas Pelé e João Paulo para argumentar que os negros não eram cidadãos de segunda classe. Abdias se manifestou: “Devo afirmar que essas exceções apontadas por Vossa Senhoria apenas confirmam a regra”.
Apresentou projetos de lei para transformar o racismo em crime de lesa-humanidade, criar cotas raciais no serviço público e nas empresas privadas, incluir no currículo das escolas a história da África e a cultura negra e transformar o 20 de novembro no Dia Nacional da Consciência Negra. Nenhum dos projetos foi aprovado.
Votou a favor da Emenda Dante de Oliveira em 1984, mas não participou da votação que elegeu Tancredo Neves no Colégio Eleitoral em 1985, pois o deputado Brandão Monteiro reassumiu para votar na histórica sessão.
Em 1986, Abdias não conseguiu se reeleger deputado.
Eleito segundo suplente de senador pelo PDT em 1990, assumiu a vaga após a morte de Darcy Ribeiro em 1997.
Chegando ao Senado, foi apresentado como o primeiro senador negro do Brasil. Ele discordou, citando vários políticos negros do passado que nunca assumiram tal identidade. Perguntou: “Não constitui um escândalo que somente agora, 165 anos após a organização das instituições legislativas nacionais, um homem de ascendência africana consciente e orgulhoso dessa condição e representando os anseios dessa imensa população chegue ao Senado?”.

Como senador, Abdias apresentou projetos antirracismo semelhantes aos que havia defendido na Câmara. Na defesa das cotas raciais, discursou:
“A ação afirmativa, que eu prefiro chamar de ação compensatória, é um instrumento utilizado para promover a igualdade de oportunidades no emprego, na educação, no acesso à moradia e no mundo dos negócios. Por meio dela, o Estado, a universidade e as empresas podem não apenas remediar a discriminação passada e presente, mas também prevenir a discriminação futura, num esforço para chegar a uma sociedade inclusiva, aberta à participação igualitária de todos os cidadãos”.
Tampouco seus projetos de lei foram aprovados no Senado.
Abdias começava seus discursos parlamentares pedindo a proteção do deus Olorum e os encerrava desejando “axé”, que significa “força” no idioma iorubá.

### Casamentos
Foi casado com a assistente social, ativista e jornalista Maria de Lourdes Vale Nascimento. Casou uma segunda vez com a atriz Léa Garcia, com quem teve dois filhos. Sua última esposa foi a socióloga norte-americana Elizabeth (Elisa) Larkin, com quem teve um filho.

## Morte
Abdias morreu em 23 de maio de 2011, aos 97 anos, devido a uma insuficiência cardíaca. Ele estava internado desde abril no Hospital dos Servidores do Rio de Janeiro por causa de uma pneumonia, que agravou problemas cardíacos e renais crônicos e não resistiu às complicações da doença.

## Pensamento
O tema central da vida, luta e obra de Abdias do Nascimento foi a questão racial brasileira. Era contrário à ideia de que havia uma democracia racial no Brasil, já que, apesar da abolição da escravatura, o povo negro ainda continuava marginalizado, longe dos espaços de poder e sofrendo constante discriminação.
Propunha uma valorização da identidade e cultura afro-brasileiras, através de representações positivas da negritude na arte e na cultura, como fez com a criação do Teatro Experimental do Negro. Era defensor também do Pan-Africanismo, movimento que propõe união e solidariedade entre os povos africanos e da diáspora, acreditando que suas lutas estão interligadas.
Defendeu a ideia de reparação histórica para a população negra do Brasil, como forma de corrigir danos causados pela escravidão e séculos de opressão. Inclusive, foi um dos primeiros a propor políticas afirmativas, como cotas raciais, para melhor inclusão dos negros na educação e mercado de trabalho.

## Publicações
- Abdias Nascimento, um espírito libertador. Catálogo de exposição de pinturas. Museu de Arte Contemporânea de Niterói / IPEAFRO, 2020. ISBN 978-85-85896-56-0
- O Quilombismo. Documentos de uma Militância Pan-Africanista, 3a. ed. Com textos de Kabengele Munanga e Valdecir Nascimento. São Paulo: Editora Perspectiva / IPEAFRO, 2019. ISBN 978-85-273-1149-6
- O Genocídio do Negro Brasileiro, 3a. ed. Com textos de Wole Soyinka, Florestan Fernandes, Elisa Larkin Nascimento. São Paulo: Editora Perspectiva / IPEAFRO. 2016. ISBN 978-85-273-1080-2
- Ocupação Abdias Nascimento. Catálogo de exposição no Itaú Cultural. São Paulo: Itaú Cultural / IPEAFRO, 2016. ISBN 978-85-7979-089-8
- Africans in Brazil: a Pan-African perspective (1997)
- Race and ethnicity in Latin America - African culture in Brazilian art (1994)
- Brazil, mixture or massacre? Essays in the genocide of a Black people (1989)
- O Griot e as Muralhas, com Éle Semog. Rio de Janeiro, Pallas, 2006. ISBN 85-347-0389-2
- Quilombo. Edição em fac-smile do jornal dirigido por Abdias Nascimento.São Paulo, Editora 34, 2003.[44]
- O Quilombismo,2a.ed. Brasília/ Rio de Janeiro: Fundação Cultural Palmares / OR Produtor Editorial Independente, 2002. ISBN 85-88155-16-8
- O Brasil na Mira do Pan-Africanismo. Salvador: Centro de Estudos Afro-Orientais / EDUFBA, 2002. ISBN 85-232-0251-X
- Orixás: os Deuses Vivos da África/ Orishas: the Living Gods of Africa in Brazil. Rio de Janeiro/ Philadelphia: Instituto de Pesquisas e Estudos Afro-Brasileiros IPEAFRO / Temple University Press, 1995. ISBN 85-85853-01-8
- A Luta Afro-Brasileira do Senado. Brasília: Senado Federal, 1991.
- Povo Negro: A sucessão e a “Nova República”. Rio de Janeiro: Ipeafro, 1985.
- Jornada Negro-Libertária. Rio de Janeiro: Ipeafro, 1984.
- Axés do Sangue e da Esperança: Orikis. Rio de Janeiro: Achiamé e RioArte, 1983. (Poesia.)
- Sitiado em Lagos. Rio de Janeiro: Nova Fronteira, 1981.
- O Quilombismo. Petrópolis: Vozes, 1980.
- Sortilégio II: Mistério Negro de Zumbi Redivivo. Rio de Janeiro: Paz e Terra, 1979. (Peça de teatro.)
- Sortilege: Black Mystery, trad. Peter Lownds. Chicago: Third World Press, 1978.
- Submundo: Cadernos de um Penitenciário, Zahar, 2023. ISBN 978-6559791101
- Mixture or Massacre, trad. Elisa Larkin Nascimento. Búfalo: Afrodiaspora, 1979.
- O Genocídio do Negro Brasileiro. Rio de Janeiro: Paz e Terra, 1978.
- Racial Democracy” in Brazil: Myth or Reality, trad. Elisa Larkin Nascimento, 2.ª ed. Ibadã: Sketch Publishers, 1977.
- Racial Democracy” in Brazil: Myth or Reality, trad. Elisa Larkin Nascimento, 1.ª ed. Ilê-Ifé: Universidade de Ifé, 1976.
- Teatro Experimental do Negro, 1959. (Peça de teatro.)

## Filmografia
- O Homem do Sputnik (1959)
- Cinco Vezes Favela (1962)
- Terra da Perdição (1962)
- Cinema de Preto (2005)
- Abdias Nascimento – memória negra (2008), de Antonio Olavo
- Abdias Nascimento, documentário da TV Câmara, de Fernando Bola (2011)[45]
- Abdias: raça e luta, documentário da TV Senado, de Maria Maia (2012)[46][47]
- Abdias Nascimento (2013), de Aída Marques

## Homenagens
- Doutor honoris causa — Universidade Federal da Bahia (UFBA)[48]
- Doutor honoris causa — Universidade de Brasília (UnB)[49]
- Doutor honoris causa — Universidade Obafemi Awolowo, da Nigéria[48]
- Doutor honoris causa — Universidade do Estado da Bahia (Uneb)[48]
- Doutor honoris causa — Universidade do Estado do Rio de Janeiro (UERJ)[50]
- Professor emérito da University at Buffalo, The State University of New York (SUNY Buffalo)[51]

### Homenagens póstumas
- Em 2012 foi homenageado pela escola de samba Acadêmicos de Vigário Geral, que apresentou o enredo "Abdias Nascimento: Uma vida de lutas", no carnaval carioca.[52]
- Comenda Senador Abdias Nascimento — Criada pela Resolução n.º 43, de 22 de novembro de 2013 do Senado Federal.[53]
- Em 14 de setembro de 2017 teve seu nome dado a um navio da Transpetro - Petrobras Transporte.[54]
- Declarado "herói nacional" pela Lei n.º 14.800/2024, de 8 janeiro de 2024.[55]
- Escola Técnica Estadual Abdias do Nascimento (ETEC), localizada em Paraisópolis, na cidade de São Paulo.[56]
- Em 14 de Dezembro de 2013, o Colégio Estadual Costa e Silva, em Nova Iguaçu (RJ), passou a se chamar Colégio Estadual Abdias do Nascimento.[57]